# Cinéma de patrimoine
En France, l'expression « cinéma de patrimoine » désigne, selon la définition du Centre national du cinéma et de l'image animée (CNC), un film dont la première date de sortie en salles est antérieure à dix ans.
Depuis 2008 une partie des distributeurs de cinéma de patrimoine français sont regroupés au sein de l'Association des distributeurs de films de patrimoine (ADFP). Y figurent notamment Tamasa Films, Les Acacias, Lost Films ou encore Théâtre du Temple. D'autres sociétés comme Carlotta, Potemkine ou Capricci contribuent également aux ressorties de films en salles ou en éditions DVD / Blu-ray.
Le secteur du cinéma de patrimoine se porte bien en France, avec près de 3,9 millions d'entrées pour l'année 2017.
En 2018 se sont lancés sur ce créneau Revus & corrigés, une revue trimestrielle, ainsi que le site de VOD La Cinetek, éditorialisée par des cinéastes.
En janvier 2018 le CNC annonce une forte réduction des aides publiques à la numérisation des films de patrimoine. Existant depuis 2012, ces aides s'élevaient annuellement à 9 millions d'euros en 2018 et passent à 2,8 millions en 2019. À la suite de cette annonce, Les Films du jeudi, Gaumont, Pathé, SNC/SND (Groupe M6), Studio Canal, Société Cinématographique Lyre et TF1 Studio annoncent la création du Syndicat des Catalogues de Films de Patrimoine (SCFP), soutenu par Bertrand Tavernier.